# Ornitogamia

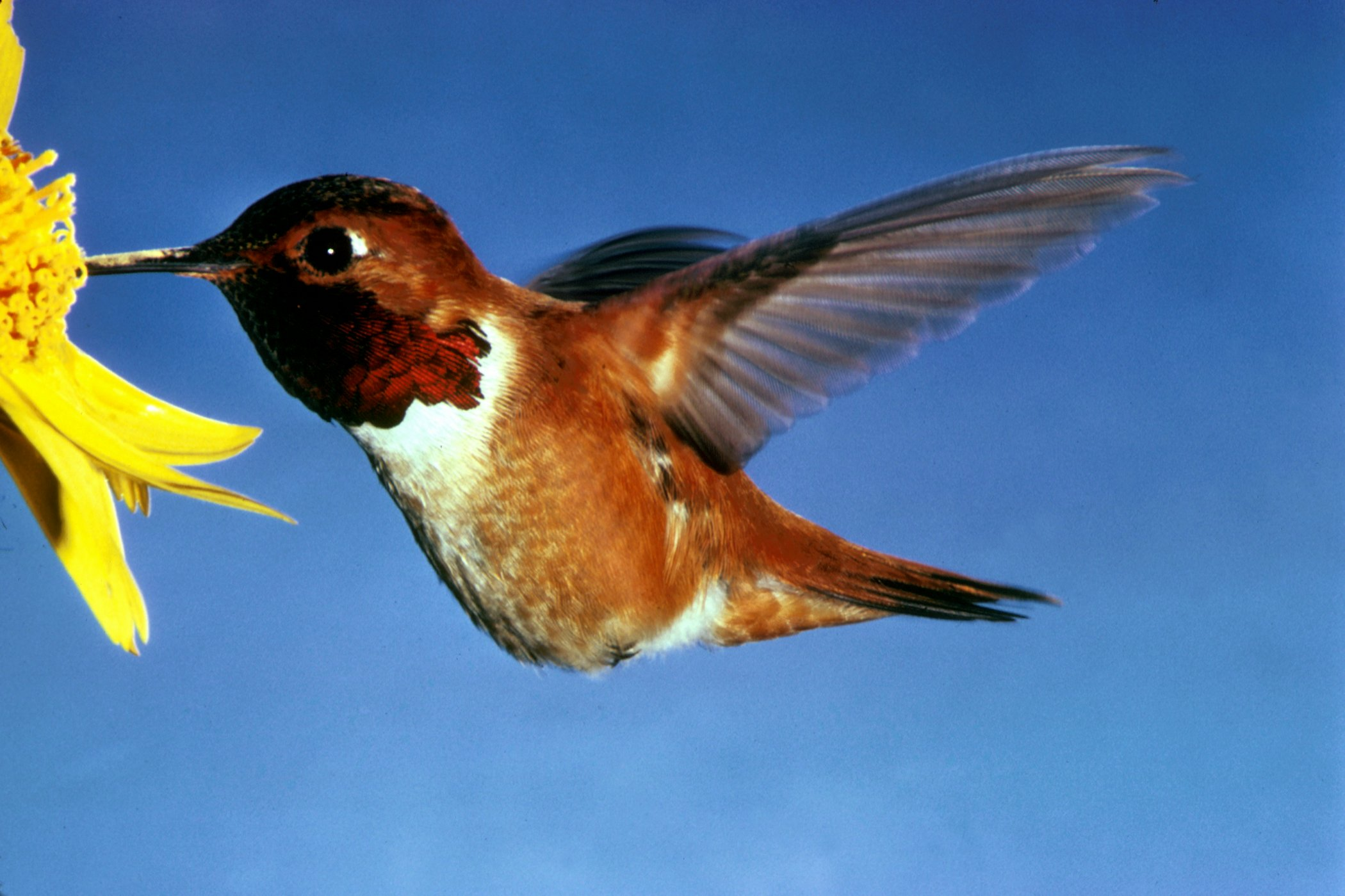
Rudaczek północny

Ornitogamia – jest jednym z zoogamicznych sposobów zapylania i oznacza zapylanie kwiatów przez ptaki. Dotyczy około 2000 gatunków należących do 50 rodzin, żyjących w tropikach i subtropikach, które odżywiają się produktami kwiatów, a głównie nektarem np. kolibry, nektarniki, szlarniki, drepanisy, lory, miodojady, czerwonki.
Rośliny zapylane przez ptaki do ich wabienia używają głównie barwy, formą oraz smaku. Większość takich przyciągających ptaki nie ma zapachu lub tylko słaby. Kwiaty wabiące kolibry mają barwę czerwoną. Inne także pomarańczową i fioletową. Większe zróżnicowanie kolorów występuje u kwiatów roślin zapylanych przez owady. Pożywieniem o atrakcyjnym smaku jest zwykle nektar, jednak może nim być także pyłek. Nektar jest zwykle płynny i może być pomieszany ze śluzem. Zapylane przez ptaki mogą być kwiaty lejkowate, dzwonkowate, rurkowate, trąbkowate, wargowate, motylkowe, pędzelkowe, koszyczkowe i inne. Kolibry posiadają długi dziób, nieraz zagięty, umożliwiający dostanie się do głęboko umieszczonych miodników. Wiele gatunków kolibrów wykazuje przystosowanie do pobierania nektaru z określonych tylko gatunków roślin. Niekiedy ptaki żywią się słodkim i soczystym okwiatem.
Czynność zapylania ptaki wykonują w locie lub siadając na gałązkach i liściach. Lepki pyłek przenoszony jest na podbródku ptaka. 
Przez ptaki zapylane są gatunki należące do np.: Aloe, Bruguiera, Rhizophora, Hibiskus, Sciadophyllum, Protea, Loranthus, Nicotiana.